# Bărzița, Varna
Bărzița (în bulgară Бързица) este un sat în comuna Provadia, regiunea Varna,  Bulgaria. 

## Demografie
Componența etnică a satului Bărzița
     Bulgari (61,61%)
     Romi (2,52%)
     Turci (8,08%)
     Nicio identificare (27,77%)
La recensământul din 2011, populația satului Bărzița era de 198 locuitori. Din punct de vedere etnic, majoritatea locuitorilor (61,61%) erau bulgari, existând și minorități de turci (8,08%) și romi (2,52%). Pentru 27,77% din locuitori nu este cunoscută apartenența etnică.